# ФК «Шахтёр» Караганда в сезоне 2012
Сезон 2012 — 21-й сезон для «Шахтёра» в высшем дивизионе страны, а также 55-й с учётом участия в чемпионатах СССР.
Предсезонную подготовку команда провела в Турции.
Первый официальный матч в новом сезоне команда сыграла в рамках Суперкубка Казахстана 6 марта на «Астана Арене», проиграв команде «Ордабасы» со счётом 0:1.

## Клуб

### Тренерский штаб (основной состав)
| Должность                 | Имя               |
| ------------------------- | ----------------- |
| Главный тренер            | Виктор Кумыков    |
| Помощник главного тренера | Олег Корниенко    |
| Тренер                    | Роман Узденов     |
| Тренер                    | Евгений Свешников |
| Тренер по вратарям        | Валерий Ситало    |
| Тренер по физподготовки   | Сергей Мищенко    |

### Тренерский штаб (молодёжный состав)
| Должность                 | Имя              |
| ------------------------- | ---------------- |
| Главный тренер            | Берик Рахимбеков |
| Помощник главного тренера | Нурлан Джаметов  |

### Форма
Поставщик формы: Umbro
| Домашняя форма | Гостевая форма |

## Суперкубок Казахстана
| 6 марта 2012 | Шахтёр                                    | 0:1     | Ордабасы                                  | Астана                                                                              |
| | Порываев 54' · Василевич 60' · Каньяс 84' | (отчёт) | Арури 53' · Аширбеков 58′ · Трайкович 86' | Стадион: Астана Арена Зрителей: 12 000 Судья: Руслан Дузмамбетов (Усть-Каменогорск) |
| Шахтёр: Мокин, Киров, Василевич, Джидич, Парываев, Вичюс, Кукеев, Боровский (Лунин 64), Байжанов (Каньяс 69), Хижниченко (Досманбетов 81), Финонченко Ордабасы: Бекбаев, Б. Кожабаев, Мвесигва, Ирисметов, Трайкович, Арури, Карпович, Аширбеков, Касьянов, Пахолюк (Гуйе 81), Тажимбетов (Бейсенов 90) |                                           |         |                                           |                                                                                     |

## Чемпионат Казахстана 2012

### Турнирная таблица
| М  | Команда  | И  | В  | Н | П  | Мячи    | ±   | О    | Примечания                   |
| -- | -------- | -- | -- | - | -- | ------- | --- | ---- | ---------------------------- |
| 1  | Шахтёр   | 26 | 17 | 2 | 7  | 48 − 15 | +33 | 53   | 2-й кв. раунд Лиги чемпионов |
| 2  | Иртыш    | 26 | 15 | 6 | 5  | 46 − 20 | +26 | 51   | 1-й кв. раунд Лиги Европы    |
| 3  | Актобе   | 26 | 15 | 5 | 6  | 44 − 22 | +22 | 50   | 1-й кв. раунд Лиги Европы    |
| 4  | Тараз    | 26 | 14 | 4 | 8  | 32 − 30 | +2  | 46   |                              |
| 5  | Астана   | 26 | 13 | 7 | 6  | 34 − 24 | +10 | 46   | 1-й кв. раунд Лиги Европы*   |
| 6  | Тобол    | 26 | 13 | 6 | 7  | 42 − 27 | +15 | 45   |                              |
| 7  | Ордабасы | 26 | 10 | 9 | 7  | 29 − 24 | +5  | 39   |                              |
| 8  | Акжайык  | 26 | 10 | 4 | 12 | 34 − 39 | −5  | 31** |                              |
| 9  | Кайсар   | 26 | 8  | 6 | 12 | 21 − 33 | −12 | 30   | Выбывание в Первую лигу      |
| 10 | Кайрат   | 26 | 7  | 8 | 11 | 23 − 34 | −11 | 29   |                              |
| 11 | Атырау   | 26 | 7  | 6 | 13 | 16 − 32 | −16 | 27   |                              |
| 12 | Жетысу   | 26 | 6  | 5 | 15 | 27 − 45 | −18 | 23   |                              |
| 13 | Сункар   | 26 | 5  | 8 | 13 | 16 − 31 | −15 | 23   | Выбывание в Первую лигу      |
| 14 | Окжетпес | 26 | 3  | 2 | 21 | 20 − 56 | −36 | 11   | Выбывание в Первую лигу      |

И — игры, В — выигрыши, Н — ничьи, П — проигрыши, Мячи — забитые и пропущенные голы, ± — разница голов, О — очки

*  «Астана» будет участвовать в квалификационном этапе Лиги Европы УЕФА 2013/2014 как обладатель Кубка Казахстана 2012
** Футбольный клуб «Акжайык» лишен 3 очков за невыполнение решений Палаты по разрешению споров

### Матчи

#### Первый круг
| 10 марта 2012 1 тур | Иртыш                                              | 1:0     | Шахтёр                         | Павлодар                                                             |
| | Струков 6′ · Бакаев 28' · Шомко 39' · Кулибали 70' | (отчёт) | Василевич 31' · Арсениевич 35' | Стадион: Центральный Зрителей: 6 500 Судья: Салий (Усть-Каменогорск) |
| Иртыш: Лория (к), Шомко, Кулибали, Кучера, Утабаев, Чичулин, Иванов (Заречный 62), Юрин (Шабалин 74), Эссомба (Говедарица 76), Струков, Бакаев Шахтёр: Мокин, Парываев (Лунин 79), Тарасов, Василевич, Джидич, Киров, Аресниджевич (Досманбетов 55), Вичюс, Финонченко (к), Кукеев (Каньяс 85), Хижниченко |                                                    |         |                                |                                                                      |

| 18 марта 2012 2 тур | Шахтёр                                     | 2:0     | Актобе                      | Астана                                                               |
| | Василевич 61' · Хижниченко 69′ · Вичюс 80′ | (отчёт) | Логвиненко 15' · Смаков 56' | Стадион: Астана Арена Зрителей: 1 000 Судья: Хисамутдинов (Павлодар) |
| Шахтёр: Мокин, Парываев, Джидич, Василевич, Киров, Аресниджевич, Каньяс, Байжанов (Вичюс 75), Кукеев (Борантаев 84), Хижниченко, Финонченко (к) (Тарасов 81) Актобе: Сидельников, Смаков (к), Бадло, Лисенков, Логвиненко, Климавичус, В. Евстигнеев (Дарабаев 85), Илич, Байер (Даскалов 58), Хайруллин, Малетич (Вукайлович 79) |                                            |         |                             |                                                                      |

| 25 марта 2012 3 тур | Тобол                               | 3:1     | Шахтёр                      | Затобольск                                                   |
| | Концевой 38' 49′ · Джолчиев 58′ 87′ | (отчёт) | Байжанов 21′ · Порываев 71' | Стадион: Затоболец Зрителей: 4 000 Судья: Сламбеков (Алматы) |
| Тобол: Рихард, Джоннес, Аверченко (Костюк 73), Бугаев, Шливич (Богданов 26), Жумаскалиев, Волков, Кислицын, Батак (Концевой 35), Головской, Джолчиев Шахтёр: Мокин, Парываев (Борантаев 81), Джидич, Василевич, Киров, Аресниджевич (Майкич 59), Каньяс (Вичюс 72), Байжанов, Кукеев, Хижниченко, Финонченко |                                     |         |                             |                                                              |

| 1 апреля 2012 4 тур | Шахтёр                                                                         | 5:1     | Жетысу                       | Астана                                                          |
| | Джидич 8′ · Каньяс 23′ 48′ 70′ · Порываев 26' · Финонченко 42′ · Василевич 49' | (отчёт) | Юнузович 15' · Нургалиев 41′ | Стадион: Астана Арена Зрителей: 1 500 Судья: Рахимбаев (Алматы) |
| Шахтёр: Мокин, Парываев (Габышев 72), Джидич, Василевич, Киров, Аресниджевич (Майкич 65), Каньяс, Вичюс, Кукеев (Байжанов 61), Хижниченко, Финонченко Жетысу: Логиновский, Даутов, Цветкович, Мужиков, Джалович (Тревунович 50), Михайлов, Юнузович, Нургалиев (Щеткин 55), Марич (Сариев 78), Скорых, Коробов |                                                                                |         |                              |                                                                 |

| 8 апреля 2012 5 тур | Окжетпес | 0:2     | Шахтёр                                       | Кокшетау                                                  |
| |          | (отчёт) | Майкич 21' · Арсениевич 75′ · Финонченко 90′ | Стадион: Жастар Зрителей: 2 500 Судья: Антонов (Павлодар) |
| Окжетпес: Кирбятьев, Михайлюк, Милованович, Чучман, Забелин, Бидненко (Якименко 46), Янкеп, Махамбетов, Дяк (Абдуалиев 87), Кожушко (Чудинов 87), Чагелишвили Шахтёр: Мокин, Парываев, Джидич, Василевич, Киров, Вичюс, Майкич (Аресниджевич 67), Кукеев (Байжанов 79), Каньяс, Лунин (Хижниченко 61), Финонченко |          |         |                                              |                                                           |

| 15 апреля 2012 6 тур | Шахтёр                                | 1:0     | Тараз                                               | Темиртау                                                       |
| | Вичюс 54′ · Каньяс 80' · Порываев 83' | (отчёт) | Шабаев 60' · Исламхан 67' · Кенбаев 86' · Кучма 90' | Стадион: Металлург Зрителей: 3 000 Судья: Холматов (Кызылорда) |
| Шахтёр: Мокин, Габышев (Хижниченко 64), Тарасов, Василевич, Парываев, Киров, Байжанов (Каньяс 75), Вичюс, Кукеев, Аресниджевич (Борантаев 64), Финонченко Тараз: Оштракович, Мехмедович, Лечич (Вукман 66), Перич, Диакате, Кучма. Шабаев, Кургулин, Исламхан, Муминов (Кенбаев 80), Бауржан (Суюмагамбетов 79) |                                       |         |                                                     |                                                                |

| 22 апреля 2012 7 тур | Атырау        | 0:2     | Шахтёр                                       | Атырау                                                         |
| | Семенов 90+5' | (отчёт) | Джидич 30' · Хижниченко 45′ · Финонченко 69′ | Стадион: Судоремонтник Зрителей: 1 500 Судья: Искаков (Астана) |
| Атырау: Бойченко, Сараев, Куцов (Нивалдо 70), Джонатас, Данилюк, Миланкович (Семенов 89), Шалекенов, Д. Родионов, Чуреев (Фомин 80), Буач, Шафф Шахтёр: Мокин, Борантаев, Габышев, Джидич, Василевич, Парываев, Байжанов (Боровский 87), Каньяс, Вичюс (Майкич 90), Хижниченко, Финонченко (Аресниджевич 85) |               |         |                                              |                                                                |

| 29 апреля 2012 8 тур | Шахтёр                                      | 1:1     | Ордабасы                                                | Темиртау                                                    |
| | Хижниченко 24' · Джидич 78' · Василевич 89′ | (отчёт) | Касьянов 45' · Гуйе 54′ · Тажимбетов 76' · Карпович 78' | Стадион: Металлург Зрителей: 3 000 Судья: Алешин (Павлодар) |
| Шахтёр: Мокин, Габышев, Джидич, Василевич, Парываев, Киров (Байжанов 69), Арсениджевич (Досманбетов 74), Каньяс, Вичюс, Кукеев, Хижниченко Ордабасы: Бекбаев, Мвесигва, Трайкович, Пахолюк, Карпович, Аширбеков (Адырбеков 90+3), Гуйе (Джилас 86), Касьянов, Б. Кожабаев, Тажимбетов (Жалмагамбетов 81), Арури |                                             |         |                                                         |                                                             |

| 6 мая 2012 9 тур | Астана                     | 1:0     | Шахтёр                      | Астана                                                          |
| | Рожков 12′ · Дмитренко 56' | (отчёт) | Джидич 12' · Финонченко 37' | Стадион: Астана Арена Зрителей: 6 000 Судья: Рахимбаев (Алматы) |
| Астана: Эрич (к), Бейсебеков, Рожков, Дмитренко, Лазаревски, Шахметов, Кетевоама (Алиев 67), Конысбаев (Дикэ 90+2), Нусербаев (Петрониевич 81), Остапенко, Гридин Шахтёр: Мокин, Парываев, Тарасов, Джидич, Киров, Майкич (Аресниджевич 46), Байжанов, Каньяс, Кукеев (Досманбетов 85), Лунин (Хижниченко 46), Финонченко (к) |                            |         |                             |                                                                 |

| 12 мая 2012 10 тур | Шахтёр                              | 3:1     | Акжайык                                  | Караганда                                               |
| | Кукеев 22′ 74′ (пен.) · Вичюс 90+1′ | (отчёт) | Зенькович 4′ 88' · Алиев 55' · Зотов 73' | Стадион: Шахтёр Зрителей: 5 500 Судья: Искаков (Астана) |
| Шахтёр: Мокин, Парываев, Джидич, Василевич (Тарасов 48), Киров (Габышев 75), Аресниджевич (Байжанов 67), Каньяс, Вичюс, Кукеев, Хижниченко, Финонченко Акжайык: Цирин, Алиев, Хлебоун, Валканов, Омаров, Эрбес (Хаиров 79), Коструб, Зотов, Стойчев (Мальцев 87), Семлер (Забродин 60), Зенькович |                                     |         |                                          |                                                         |

| 20 мая 2012 11 тур | Сункар                          | 0:2     | Шахтёр                                               | Алматы                                                                |
| | Молдагалиев 29' · Цветкович 50' | (отчёт) | Киров 11' · Финонченко 82' 85′ · Кукеев 90+3′ (пен.) | Стадион: Динамо Зрителей: 1 000 Судья: Дузмамбетов (Усть-Каменогорск) |
| Сункар: Пасеченко, Сабиров, Нахунек, Амерсеитов, Тонев, Молдагалиев (Никезич 88), Халмуратов, Андреев, Цветкович, Турысбек (Суюнов 78), Булешев Шахтёр: Мокин, Тарасов, Габышев (Кукеев 71), Джидич, Василевич, Киров, Байжанов (Парываев 76), Каньяс, Вичюс, Хижниченко, Финонченко (Досманбетов 89) |                                 |         |                                                      |                                                                       |

| 27 мая 2012 12 тур | Шахтёр                                           | 4:1     | Кайрат                                              | Караганда                                                       |
| | Хижниченко 1′ · Финонченко 38′ 45+1′ · Лунин 47′ | (отчёт) | Недашковский 9′ 62' · Шестаков 44' · Розыбакиев 82' | Стадион: Шахтёр Зрителей: 6 000 Судья: Салий (Усть-Каменогорск) |
| Шахтёр: Мокин, Парываев, Джидич, Василевич, Киров, Лунин (Майкич 77), Каньяс, Вичюс, Кукеев (Тарасов 70), Хижниченко, Финонченко (Боровский 83) Кайрат: Нурмухаметов, Гурман, Воротников, Харабара, Левин (Розыбакиев 70), Дафф (Аубакиров 65), Шестаков, Недашковский, Яковлев, Сахалбаев (Мамонов 46), Йованович |                                                  |         |                                                     |                                                                 |

| 16 июня 2012 13 тур | Кайсар                                                     | 1:0     | Шахтёр                      | Кызылорда                                                                |
| | Маркович 55′ · Анарметов 63' · Црногорац 80' · Абдулин 84' | (отчёт) | Джидич 64' · Финонченко 80' | Стадион: имени Гани Муратбаева Зрителей: 4 000 Судья: Антонов (Павлодар) |
| Кайсар: Джоджо, Абдулин, Балтаев, Црногорац, Эсатов, Малков, Анарметов, Тагыберген, Маркович (Сагындыков 82), Пархачев (Фахтали 60), Мамич Шахтёр: Мокин, Парываев, Джидич, Василевич, Киров, Тарасов (Аресниджевич 62), Лунин, Каньяс, Вичюс, Байжанов (Досманбетов 65), Финонченко |                                                            |         |                             |                                                                          |

#### Второй круг
| 24 июня 2012 14 тур | Актобе                                        | 1:0     | Шахтёр                                   | Актобе                                                              |
| | Гейнрих 7′ · Логвиненко 80' · Сидельников 80' | (отчёт) | Кукеев 50' · Махамбетов 75' · Каньяс 80' | Стадион: Центральный Зрителей: 9 000 Судья: Хисамутдинов (Павлодар) |
| Актобе: Сидельников, Примус, Смаков (к), Хайруллин (Бадло 90), Кенжисариев, Логвиненко, Ковальчук (Климавичус 86), Гейнрих, Куат, Бикмаев (Землянухин 88), Кападзе Шахтёр: Мокин, Парываев, Тарасов (Аресниджевич 76), Василевич, Киров, Лунин, Каньяс, Вичус, Байжанов (Махамбетов 63), Кукеев, Финонченко (к) |                                               |         |                                          |                                                                     |

| 1 июля 2012 15 тур | Шахтёр                                                            | 3:0     | Тобол                     | Караганда                                               |
| | Байжанов 27′ · Шливич 57′ (авт.) · Финонченко 72' · Василевич 86′ | (отчёт) | Концевой 72' · Бугаёв 76' | Стадион: Шахтёр Зрителей: 9 000 Судья: Соколов (Астана) |
| Шахтёр: Мокин, Парываев, Джидич, Василевич, Киров, Аресниджевич (Вишняков 79), Байжанов (Каньяс 75), Вичюс, Кукеев, Лунин (Махамбетов 66), Финонченко (к) Тобол: Петухов, Концевой, Джоннес (Аверченко 50), Богданов, Бугаев, Шливич, Жумаскалиев (к), Волков, Кислицын, Джолчиев (Сулей 83), Седельников (Костюк 35) |                                                                   |         |                           |                                                         |

| 9 июля 2012 16 тур | Жетысу           | 1:5     | Шахтёр                                                                                                   | Талдыкорган                                               |
| | Киров 15′ (авт.) | (отчёт) | Лунин 9′ · Порываев 14' · Михайлов 43′ (авт.) · Тарасов 62' · Вичюс 68′ · Вишняков 88′ · Махамбетов 90+′ | Стадион: Жетысу Зрителей: 1 000 Судья: Сламбеков (Алматы) |
| Жетысу: Логиновский, Михайлов, Доброшинович, Кумисбеков (Муканов, 46), Коробов (Скорых, 59), Мужиков, Спанов, Костич (Белич, 46), Щеткин, Юнузови. Шахтёр: Мокин, Парываев, Тарасов, Джидич, Василевич, Киров, Лунин (Махамбетов, 80), Коньяс (Байжанов, 70), Вичюс, Кукеев, Гридин (Вишняков, 73) |                  |         | |                                                           |

| 29 июля 2012 18 тур | Тараз                      | 1:1     | Шахтёр                                    | Тараз                                                               |
| | Евстигнеев 12' · Одита 85′ | (отчёт) | Борантаев 53' · Лунин 63' · Байжанов 90+′ | Стадион: Центральный Зрителей: 3 500 Судья: Гороховодацкий (Алматы) |
| Тараз: Цветков, Мехмедович, Одита (Ахметов 89), Вукман, Диакате, Красич (Бауржан 76), Кучма, Исламхан (Суюмагамбетов 82), Сергиенко, Д. Евстигнеев, М. Амирханов Шахтёр: Мокин, Борантаев (Вишняков 87), Тарасов, Василевич, Джидич, Киров, Лунин, Каньяс, Вичюс (Байжанов 83), Кукеев (Аресниджевич 60), Гридин |                            |         |                                           |                                                                     |

| 5 августа 2012 19 тур | Шахтёр                                    | 4:0     | Атырау       | Караганда                                                      |
| | Вичюс 11′ 27′ · Лунин 22′ · Василевич 83′ | (отчёт) | Родионов 44' | Стадион: Шахтёр Зрителей: 5 000 Судья: Хисамутдинов (Павлодар) |
| Шахтёр: Мокин, Борантаев, Джидич (к), Василевич, Парываев, Аресниджевич (Финонченко 46), Байжанов (Каньяс 67), Вичюс, Лунин, Кукеев, Гридин (Вишняков 46) Атырау: Бойченко, Чуреев (к), Луис, Азовский, Овшинов (Кузьмин 8), Семенов (Фомин 66), Хохлов, Родионов, Фаусто, Нурыбеков (Кайраллиев 63), Туторич |                                           |         |              |                                                                |

| 10 августа 2012 17 тур | Шахтёр                                                            | 4:0     | Окжетпес        | Караганда                                              |
| | Вишняков 3′ · Кукеев 35′ · Джидич 45′ · Махамбетов 50′ · Ли 90+2' | (отчёт) | Милованович 44' | Стадион: Шахтёр Зрителей: 3 000 Судья: Пасько (Алматы) |
| Шахтёр: Мокин, Борантаев, Джидич, Василевич, Парываев, Лунин (Махамбетов 46), Каньяс (Байжанов 74), Вичюс, Кукеев (Ли 85), Вишняков, Финонченко Окжетпес: Багинский, Мендизов, Милованович, Фоменков, Кожушко, Чудинов, Мартинович, Аманов (Чагелишвили 63), Головешкин (Самохин 87), Григорута, Досмагамбетов (Просеков 59) |                                                                   |         |                 |                                                        |

| 19 августа 2012 20 тур | Ордабасы | 0:1     | Шахтёр                        | Шымкент                                                           |
| |          | (отчёт) | Финонченко 63' · Вишняков 72′ | Стадион: имени Кажымукана Зрителей: 3 500 Судья: Соколов (Астана) |
| Ордабасы: Нестеренко, Б. Кожабаев, Трайкович (Адырбеков 32), Мухтаров, Мвесигва, Карпович, Касьянов, Бабатунде (Жалмагамбетов 86), Гуйе, Аширбеков (Джилас 77), Тажимбетов Шахтёр: Мокин, Парываев, Джидич, Василевич, Киров, Вичюс (Байжанов 71), Каньяс, Кукеев (Вишняков 67), Лунин (Махамбетов 81), Финонченко, Гридин |          |         |                               |                                                                   |

| 26 августа 2012 21 тур | Шахтёр                                              | 0:1     | Астана                                                       | Караганда                                                 |
| | Махамбетов 41' · Гридин 55' · Порываев 62' · Ли 73' | (отчёт) | Рожков 49' · Нусербаев 67′ · Ивановский 86' · Кетевоама 90+' | Стадион: Шахтёр Зрителей: 8 000 Судья: Сламбеков (Алматы) |
| Шахтёр: Мокин, Парываев, Джидич, Василевич, Киров, Махамбетов (Ли 42), Байжанов (Каньяс 57), Вичюс, Кукеев, Вишняковс (Гридин 45+), Финонченко (к) Астана: Эрич, Дмитренко, Лазаревски, Нурдаулетов (к), Рожков, Конысбаев (Кояшевич 90+), Коробкин, Бодионг, Кетевоама (Бейсебеков 90+), Остапенко, Нусербаев (Ивановски 83) |                                                     |         |                                                              |                                                           |

| 15 сентября 2012 22 тур | Акжайык                 | 0:1     | Шахтёр                                                | Уральск                                                      |
| | Хлебоун 39' · Саджо 85' | (отчёт) | Габышев 16' · Тарасов 50' · Байжанов 62' · Кукеев 72′ | Стадион: имени Атояна Зрителей: 4 000 Судья: Пасько (Алматы) |
| Акжайык: Цирин, Азовский (Хаиров 65), Хлебоун, Брезински, Омаров, Коструб, Зотов, Черны (Стойчев 82), Забродин (Мальцев 60), Саджо, Зенькович Шахтёр: Мокин, Габышев, Тарасов, Джидич, Василевич, Парываев, Аресниджевич (Лунин 29, Вичюс 68), Байжанов, Каньяс, Кукеев, Гридин (Вишняков 66) |                         |         |                                                       |                                                              |

| 23 сентября 2012 23 тур | Шахтёр                               | 2:0     | Сункар      | Караганда                                               |
| | Порываев 3′ · Каньяс 62' · Вичюс 67′ | (отчёт) | Сабиров 57' | Стадион: Шахтёр Зрителей: 4 000 Судья: Соколов (Астана) |
| Шахтёр: Мокин, Парываев, Джидич, Василевич, Киров, Габышев, Каньяс, Вичюс (Аресниджевич 88), Кукеев, Гридин (Вишняковс 64), Финонченко (Байжанов 82) Сункар: Пасеченко, Сабиров (Савенас 72), Тонев, Нохунек, Амирсеитов, Нургалиев, Цветкович, Вукобратович (Недашковский 63), Ирисметов, Джокич, Турысбек (Байтана 84) |                                      |         |             |                                                         |

| 3 октября 2012 24 тур | Кайрат     | 0:1     | Шахтёр                                          | Алматы                                                                     |
| | Густаво 1' | (отчёт) | Василевич 33' 63′ · Порываев 85' · Гридин 90+2' | Стадион: Центральный Зрителей: 7 000 Судья: Дузмамбетов (Усть-Каменогорск) |
| Кайрат: Нурмухаметов, Эредия, Воротников, Джорджевич, Гурман, Дафф, Шестаков (Калинин 58), Вяткин, Густаво, Оскар (Быченок 71), Сахалбаев (Утробин 85) Шахтёр: Мокин (Григоренко 90), Парываев, Василевич, Джидич, Киров, Тарасов, Лунин, Каньяс (Байжанов 66), Вичус, Кукеев, Вишняковс (Гридин 70) |            |         |                                                 |                                                                            |

| 21 октября 2012 25 тур | Шахтёр                            | 3:0     | Кайсар | Караганда                                                |
| | Байжанов 50′ 52′ · Кукеев 80′ 80' | (отчёт) |        | Стадион: Шахтёр Зрителей: 12 000 Судья: Соколов (Астана) |
| Шахтёр: Мокин, Парываев, Тарасов, Джидич, Киров, Аресниджевич (Габышев 67), Байжанов, Каньяс, Кукеев, Лунин (Вишняковс 83), Гридин (Финонченко 55) Кайсар: Неманья, Сагындыков, Црногорац, Мамич, Эсатов, Малков (Эдейпо 67), Абдулин, Анарметов (Стахив 54), Досманбетов (Молдакараев 54), Маркович, Тагыберген |                                   |         |        |                                                          |

| 28 октября 2012 26 тур | Шахтёр     | 0:1     | Иртыш                 | Караганда                                                     |
| | Каньяс 81' | (отчёт) | Бакаев 7′ · Иванов 8' | Стадион: Шахтёр Зрителей: 5 000 Судья: Гаузер (Петропавловск) |
| Шахтёр: Григоренко, Габышев, Тарасов, Джидич (к), Киров, Аресниджевич, Байжанов, Каньяс, Боровский (Вишняковс 63), Кукеев, Гридин Иртыш: Котляр, Чернышов, Чичулин, Шомко, Кучера, Говедарица (Кулибали 90+), Малетич, Юрин (Шабалин 72), Иванов (к), Эссомба, Бакаев |            |         |                       |                                                               |

## Кубок Казахстана 2012
| 16 мая 2012 Предварительный этап | Спартак                    | 0:2     | Шахтёр                                                                               | Семей                                                     |
| | Каппаров 28' · Таукеев 28' | (отчёт) | Вичюс 15' · Кукеев 25′ · Габышев 28' · Финонченко 29′ · Тарасов 90' · Байжанов 90+2' | Стадион: Спартак Зрителей: 2 000 Судья: Алешин (Павлодар) |
| Спартак: Колбунцов, Волох, Шетле, Деркач, Хасенов (Насибулин 65), Таукеев, Каппаров, Ерсалимов, Ахметов (Сакенов 46), Казиев (Даулетханов 12), Мусахан Шахтёр: Мокин, Габышев, Тарасов, Джидич, Парываев (Борантаев 55), Майкич (Боровский 46), Байжанов, Вичюс, Кукеев, Досманбетов, Финонченко (Лунин 41) |                            |         |                                                                                      |                                                           |

| 20 июня 2012 1/8 финала Первый матч | ЦСКА                    | 0:4     | Шахтёр                                                                                  | Алматы                                               |
| | Павинич 31' · Онжан 39' | (отчёт) | Майкич 56′ · Пикалкин 57′ 87' · Байжанов 76' · Джидич 76′ · Боровский 79′ · Тарасов 81' | Стадион: ЦСКА Зрителей: 100 Судья: Абданбаев (Тараз) |
| ЦСКА: Гембин, Саурамбаев, Алимбетов, Пасеченко, Петерсон (Жаксылыков 63), Изатов, Онжан, Соломатин (Мульгин 66), Оразбеков (Акмалиев 60), Омарханов, Павинич Шахтёр: Григоренко (Ткачук 62), Кузьмин, Джидич, Тарасов, Борантаев, Лунин (Аресниджевич 59), Пикалкин, Байжанов, Боровский, Майкич, Финонченко (Сололшенко 65) |                         |         |                                                                                         |                                                      |

| 27 июня 2012 1/8 финала Ответный матч | Шахтёр                                                | 3:0     | ЦСКА           | Караганда                                                |
| | Муртазаев 34′ · Майкич 72′ 72' · Боровский 85′ (пен.) | (отчёт) | Жаксылыков 85' | Стадион: Шахтёр Зрителей: 1 500 Судья: Тевяшов (Уральск) |
| Шахтёр: Григоренко (Ткачук 46), Матышев, Солошенко, Парываев (Киров 46), Борантаев, Пикалкин, Аресниджевич, Каньяс (Кукеев 62), Муртазаев, Боровский, Майкич ЦСКА: Кригер, Сауранбаев, Пасеченко, Жаксылыков, Омарханов, Мульгин, Онжан, Оразбеков (Каркачев 76), Изатов (Фоменко 58), Акмалиев, Павинич (Бактыгалиев 87) |                                                       |         |                |                                                          |

| 19 сентября 2012 1/4 финала Первый матч | Жетысу                                       | 1:1     | Шахтёр            | Талдыкорган                                                    |
| | Дяков 48' · Михайлов 56′ (пен.) · Костич 75' | (отчёт) | Каньяс 76′ (пен.) | Стадион: Жетысу Зрителей: 2 500 Судья: Хисамутдинов (Павлодар) |
| Жетысу: Степаненко, Муканов, Дяков, Михайлов, Коробов, Костич, Добрашинович, Скорых, Джалович (Юнузович 76), Аверченко (Спанов 65), Щеткин (Абенов 85) Шахтёр: Мокин, Борантаев, Габышев, Василевич, Тарасов, Парываев, Байжанов, Каньяс (Аресниджевич 78), Вичюс, Вишняковс (Боровский 89), Гридин (Кукеев 70) |                                              |         |                   |                                                                |

| 29 сентября 2012 1/4 финала Ответный матч | Шахтёр         | 1:0     | Жетысу       | Караганда                                                |
| | Габышев 2′ 39' | (отчёт) | Юнузович 74' | Стадион: Шахтёр Зрителей: 4 000 Судья: Алешин (Павлодар) |
| Шахтёр: Мокин, Габышев (Парываев 64), Тарасов, Василевич, Джидич, Киров, Аресниджевич, Байжанов, Вичюс, Кукеев (Лунин 61), Вишняковс (Гридин 76) Жетысу: Логиновский, Ковалев, Дяков (Тлешев 69), Михайлов, Коробов, Джалович, Добрашинович, Мужиков М., Белич (Юнузович 46), Аверченко (Спанов 84), Щеткин |                |         |              |                                                          |

| 1 ноября 2012 1/2 финала Первый матч | Шахтёр                                                            | 2:1     | Астана                            | Караганда                                                 |
| | Джидич 61' · Киров 66′ · Вишняков 72′ · Каньяс 73' · Порываев 77' | (отчёт) | Джидич 56′ (авт.) · Конысбаев 61' | Стадион: Шахтёр Зрителей: 2 000 Судья: Сламбеков (Алматы) |
| Шахтёр: Мокин, Парываев, Джидич (к), Василевич, Киров, Аресниджевич (Вичюс 64), Каньяс, Байжанов, Кукеев, Лунин (Ли 90+1), Вишняковс Астана: Эрич, Лазаревски, Рожков, Дмитренко, Нурдаулетов (к), Коробкин, Шахметов, Кетевоама, Конысбаев (Остапенко 65), Кояшевич, Ивановски (Нусербаев 76) |                                                                   |         |                                   |                                                           |

| 5 ноября 2012 1/2 финала Ответный матч | Астана                     | 2:0     | Шахтёр                                  | Астана                                                                      |
| | Рожков 41′ · Кетевоама 57′ | (отчёт) | Джидич 37' · Порываев 83' · Тарасов 85' | Стадион: Астана Арена Зрителей: 2 500 Судья: Дузмамбетов (Усть-Каменогорск) |
| Астана: Эрич, Бейсебеков, Нурдаулетов, Рожков, Лазаревски, Кетевоама, Коробкин, Шахметов, Кояшевич (Конысбаев 90+2), Нусербаев (Ивановски 83), Остапенко Шахтёр: Мокин, Парываев, Джидич (к), Василевич, Киров, Габышев (Лунин 22), Байжанов (Вишняковс 62), Каньяс, Вичюс, Кукеев (Тарасов 83), Гридин |                            |         |                                         |                                                                             |

## Лига Чемпионов 2012/13

### Квалификация
| 17 июля 2013 2-й кв. раунд Первый матч | Слован                                 | 1:0     | Шахтёр                                   | Либерец                                               |
| | Гадашчок 23′ · Ваха 65' · Босанчич 88' | (отчёт) | Байжанов 8' · Василевич 40' · Джидич 60' | Стадион: У Нисы Зрителей: 5 500 Судья: Алексей Еськов |
| Слован: Бичик, Келич, Кушнир, Ваха, Босанчич, Яну, Фляйшман, Незмар, Блажек (Шурал 60), Гадашчок (Делардж 78), Штайнер Шахтёр: Мокин, Васильевич, Порываев, Джидич, Вичюс (Каньяс 66), Кукеев (Вишняков 78), Байжанов (Тарасов 75), Арсениевич, Киров, Финонченко, Гридин |                                        |         |                                          |                                                       |

| 24 июля 2012 2-й кв. раунд Ответный матч | Шахтёр                                | 1:1 (доп. вр.) | Слован                               | Караганда                                           |
| | Кукеев 40′ (пен.) 51' · Василевич 56' | (отчёт)        | Фляйшман 39' · Яну 67' · Блажек 120′ | Стадион: Шахтёр Зрителей: 15 000 Судья: Кенн Хансен |
| Шахтёр: Мокин, Василевич, Парываев, Джидич, Вичюс, Кукеев, Аресниджевич (Вишняков 120), Киров, Каньяс, Финонченко (Тарасов 114), Гридин (Байжанов 76) Слован: Бичик, Келич, Кушнир, Ваха, Брезнаник, Яну, Фляйшман, Незмар, Гадашчок (Босанчич 63), Шурал, Штайнер (Блажек 85) |                                       |                |                                      |                                                     |

## Статистика

### Матчи и голы
| №  | Поз. | Имя                   | Премьер-лига | Премьер-лига | Кубок | Кубок | Еврокубки | Еврокубки | Суперкубок | Суперкубок | Итого | Итого |
| №  | Поз. | Имя                   | Игры         | Голы         | Игры  | Голы  | Игры      | Голы      | Игры       | Голы       | Игры  | Голы  |
| -- | ---- | --------------------- | ------------ | ------------ | ----- | ----- | --------- | --------- | ---------- | ---------- | ----- | ----- |
| 1  | Вр   | Александр Григоренко  | 2            | −1           | 2     | 0     | 0         | 0         | 0          | 0          | 4     | −1    |
| 2  | Защ  | Игорь Солошенко       | 0            | 0            | 2     | 0     | 0         | 0         | 0          | 0          | 2     | 0     |
| 3  | ПЗ   | Гедиминас Вичюс       | 23           | 7            | 5     | 0     | 2         | 0         | 1          | 0          | 31    | 7     |
| 4  | Защ  | Никола Василевич      | 23           | 4            | 4     | 0     | 2         | 0         | 1          | 0          | 30    | 4     |
| 5  | Защ  | Михаил Габышев        | 10           | 0            | 4     | 1     | 0         | 0         | 0          | 0          | 14    | 1     |
| 6  | ПЗ   | Даниел Майкич         | 6            | 0            | 3     | 2     | 0         | 0         | 0          | 0          | 9     | 2     |
| 7  | ПЗ   | Асхат Борантаев       | 7            | 0            | 4     | 0     | 0         | 0         | 0          | 0          | 11    | 0     |
| 8  | Нап  | Серик Досманбетов     | 5            | 0            | 1     | 0     | 0         | 0         | 1          | 0          | 7     | 0     |
| 9  | Нап  | Виталий Ли            | 2            | 0            | 1     | 0     | 0         | 0         | 0          | 0          | 3     | 0     |
| 10 | ПЗ   | Жамбыл Кукеев         | 24           | 6            | 6     | 1     | 2         | 1         | 1          | 0          | 33    | 8     |
| 11 | ПЗ   | Максат Байжанов       | 24           | 5            | 6     | 0     | 2         | 0         | 1          | 0          | 33    | 5     |
| 12 | ПЗ   | Игорь Пикалкин        | 0            | 0            | 2     | 1     | 0         | 0         | 0          | 0          | 2     | 1     |
| 13 | ПЗ   | Вадим Боровский       | 3            | 0            | 4     | 2     | 0         | 0         | 1          | 0          | 8     | 2     |
| 14 | Нап  | Андрей Финонченко (к) | 20           | 6            | 2     | 1     | 2         | 0         | 1          | 0          | 25    | 7     |
| 15 | Нап  | Эдуард Вишняков       | 12           | 3            | 4     | 1     | 2         | 0         | 0          | 0          | 18    | 4     |
| 17 | Защ  | Андрей Порываев       | 24           | 1            | 6     | 0     | 2         | 0         | 1          | 0          | 33    | 1     |
| 18 | ПЗ   | Филип Арсениевич      | 19           | 1            | 5     | 0     | 2         | 0         | 0          | 0          | 26    | 1     |
| 19 | Защ  | Евгений Тарасов       | 15           | 0            | 5     | 0     | 2         | 0         | 0          | 0          | 22    | 0     |
| 20 | Защ  | Алдин Джидич          | 24           | 2            | 5     | 1     | 2         | 0         | 1          | 0          | 32    | 3     |
| 21 | Защ  | Александр Киров       | 22           | 0            | 4     | 1     | 2         | 0         | 1          | 0          | 29    | 1     |
| 23 | ПЗ   | Ахат Жолшорин         | 0            | 0            | 0     | 0     | 0         | 0         | 0          | 0          | 0     | 0     |
| 25 | Нап  | Токтар Жангылышбай    | 0            | 0            | 0     | 0     | 0         | 0         | 0          | 0          | 0     | 0     |
| 31 | Вр   | Сергей Ткачук         | 0            | 0            | 2     | 0     | 0         | 0         | 0          | 0          | 2     | 0     |
| 35 | Вр   | Александр Мокин       | 25           | −14          | 5     | −4    | 2         | −2        | 1          | −1         | 33    | −21   |
| 45 | ПЗ   | Роман Муртазаев       | 0            | 0            | 1     | 1     | 0         | 0         | 0          | 0          | 1     | 1     |
| 55 | Нап  | Сергей Гридин         | 10           | 0            | 3     | 0     | 2         | 0         | 0          | 0          | 15    | 0     |
| 77 | Нап  | Станислав Лунин       | 15           | 3            | 5     | 0     | 0         | 0         | 1          | 0          | 21    | 3     |
| 78 | ПЗ   | Аблайхан Махамбетов   | 6            | 2            | 0     | 0     | 0         | 0         | 0          | 0          | 6     | 2     |
| 88 | ПЗ   | Рохер Каньяс          | 26           | 3            | 4     | 1     | 2         | 0         | 1          | 0          | 33    | 4     |
| 91 | Нап  | Сергей Хижниченко     | 12           | 3            | 0     | 0     | 0         | 0         | 1          | 0          | 13    | 3     |

### Бомбардиры
| №     | Имя                   | ЧК | КК | ЕК | СК | Итого |
| ----- | --------------------- | -- | -- | -- | -- | ----- |
| 1     | Жамбыл Кукеев         | 6  | 1  | 1  | 0  | 8     |
| 2     | Гедиминас Вичюс       | 7  | 0  | 0  | 0  | 7     |
| 2     | Андрей Финонченко (к) | 6  | 1  | 0  | 0  | 7     |
| 4     | Максат Байжанов       | 5  | 0  | 0  | 0  | 5     |
| 5     | Никола Василевич      | 4  | 0  | 0  | 0  | 4     |
| 5     | Рохер Каньяс          | 3  | 1  | 0  | 0  | 4     |
| 5     | Эдуард Вишняков       | 3  | 1  | 0  | 0  | 4     |
| 8     | Сергей Хижниченко     | 3  | 0  | 0  | 0  | 3     |
| 8     | Станислав Лунин       | 3  | 0  | 0  | 0  | 3     |
| 8     | Алдин Джидич          | 2  | 1  | 0  | 0  | 3     |
| 11    | Аблайхан Махамбетов   | 2  | 0  | 0  | 0  | 2     |
| 11    | Даниел Майкич         | 0  | 2  | 0  | 0  | 2     |
| 11    | Вадим Боровский       | 0  | 2  | 0  | 0  | 2     |
| 14    | Филип Арсениевич      | 1  | 0  | 0  | 0  | 1     |
| 14    | Андрей Порываев       | 1  | 0  | 0  | 0  | 1     |
| 14    | Игорь Пикалкин        | 0  | 1  | 0  | 0  | 1     |
| 14    | Роман Муртазаев       | 0  | 1  | 0  | 0  | 1     |
| 14    | Михаил Габышев        | 0  | 1  | 0  | 0  | 1     |
| 14    | Александр Киров       | 0  | 1  | 0  | 0  | 1     |
| ИТОГО | ИТОГО                 | 46 | 13 | 1  | 0  | 60    |